# Martinho Campos
Martinho Campos là một đô thị thuộc bang Minas Gerais, Brasil. Đô thị này có diện tích 1060,302 km², dân số năm 2007 là 12165 người, mật độ 11,1 người/km².